# Tíz attikai szónok
A tíz attikai szónok i. e. 5–4. században élt a klasszikus görög korban, őket tartották az akkori idők legnagyobb szónokainak és történetíróinak és ők szerepelnek az "alexandriai gyűjteményben" (más néven a „tízek gyűjteményében”), melyet bizánci Arisztophanész és szamothrakéi Arisztarkhosz állított össze:
- Aiszkhinész (i. e. 389 – i. e. 314)
- Andokidész (i. e. 440 körül – i. e. 390 körül)
- Anthiphón (i. e. 480 körül – i. e. 411)
- Deinarkhosz (i. e. 461 – i. e. 391)
- Démoszthenész (i. e. 384 – i. e. 322)
- Hüpereidész (i. e. 389 – i. e. 322)
- Iszaiosz (i. e. 420 körül – i. e. 340 körül)
- Iszokratész (i. e. 436 – i. e. 338)
- Athéni Lükurgosz (i. e. 390 körül – i. e. 324)
- Lüsziasz (i. e. 445 – i. e. 380)

A homéroszi időkig visszatekintve (i. e. 9–8 század), vagy még régebbre is, nagyra becsülték 
Görögországban az ékesszólás művészetét. Az égi és földi görög hősöknek dicsőségére vált, ha nemcsak a fegyverek, hanem az érvek összecsapásában is győztek. Az Iliaszban a harcos Akhilleuszt a „szavak és a tettek emberének” írja le Homérosz, mind a kettőt nagy erénynek tartva.
Az i. e. 5. századig az ékesszólást hivatalosan nem tanítottak. Azonban a század közepén feltűnik egy szicíliai szónok, Korax, valamint az ő tanítványa, Teisziasz (talán egyazon személy) és megalkotják a szónoki elméletet, megírják a művészi szónoklás szabályait. I. e. 427-ben követként Athénba látogatott egy másik híres szicíliai szónok, a leontinoi Gorgiasz, és beszédet mondott, amely láthatóan elkápráztatta a polgárokat. A gorgiászi szónoki felfogást, az újszellemű megközelítését a szónoklatnak – köztük az érvelés új ötleteit és kifejezési alakjait, illetve módszereit – fejleszti tovább a tízek egyike, Iszokratész, egy i. e. 4. századi pedagógus és szónok.
A szónoklattan végül a tíz attikai szónok tevékenysége által kapott központi szerepet az akkor kialakuló görög oktatási rendszerben és a mai időkre is hatással van tudományos és történetíró munkájuk.

## Fordítás
Ez a szócikk részben vagy egészben  az   Attic orators című angol Wikipédia-szócikk fordításán alapul.  Az eredeti cikk szerkesztőit annak laptörténete sorolja fel. Ez a jelzés csupán a megfogalmazás eredetét és a szerzői jogokat jelzi, nem szolgál a cikkben szereplő információk forrásmegjelöléseként.

## Szakirodalom
- Bolonyai Gábor (szerk.): Antik szónoki gyakorlatok. Typotex Kft. 2001. ISBN 9789639132986, ISBN 9639132985
- Retorikai lexikon. Szerk.: Adamik Tamás. Kalligram Kiadó, Pozsony, 2010.
- Retorika. Adamik Tamás, A. Jászó Anna, Aczél Petra (2004), Osiris Kiadó, 2004. Online